# Sa Palomera
Sa Palomera és una gran roca que entra al mar i que separa la badia de Blanes, al nord, i la platja de s'Abanell, al sud, dins del terme de Blanes. Es considera que és on s'inicia la Costa Brava.
Sa Palomera i els illots adjacents (Sa Pujola i Es Portell) poden ser visitats, ja que s'hi ha habilitat al damunt un mirador des del qual es pot contemplar una àmplia perspectiva de la població i del delta de la Tordera que desguassa dos kilòmetres més avall, seguint la platja de S'Abanell.
L'origen del seu nom no està del tot determinat, encara que la versió més probable és la que la relaciona amb una paloma. Una paloma és una corda de la barca que serveix per facilitar la maniobra de treure-la de l'aigua. Com que abans les barques, quan arribaven de pescar, les treien de l'aigua i les deixaven a la sorra prop d'aquesta roca, que feia com de port natural, de la paloma de les barques en va poder esdevenir el nom de Sa Palomera.
Aquest promontori forma part de l'escenari del reconegut festival pirotècnic de Blanes que se celebra cada estiu la darrera setmana de juliol. Al davant d'aquest monticle s'hi ha ubicat un arc metàl·lic amb forma de "v " invertida que esdevé un símbol de porta i benvinguda a la Costa Brava. Darrere de sa Palomera hi ha una mena de pont que es va construir per tal que la brutícia que venia de la riera no passés a la platja de S'Abanell. Aquest pont se'l coneix com es Portell.
Al capdamunt de Sa Palomera oneja tot l'any una senyera excepte durant la festa major, en què es reemplaça per una bandera de Blanes, i en la Diada Nacional de Catalunya, en què s'hi sol posar una estelada. Hi ha hagut casos de vandalisme en què la senyera ha estat furtada o substituïda il·lícitament per una bandera d'Espanya.

## Galeria
- 1915/1922
- 2007
- 2008
- 2011
- 2013
- 2014
- 2018
- 2024